# Carl Burrau
Carl Burrau (29. juli 1867 i Helsingør – 8. oktober 1944) var en dansk astronom og forsikringsmatematiker.
Burrau studerede matematik og astronomi i København, hvor han 1890 tog matematisk embedseksamen. 1893-99 var Burrau ansat som assistent ved observatoriet og beskæftigede sig med studiet af Trelegemeproblemet, fik 1894 Videnskabernes Selskabs Guldmedaille for dets prisopgave (Recherches numériques concernant des solutions périodiques d'un cas special de la problème des trois corps, I, II (1894). Ved siden heraf arbejdede Burrau med himmelfotografi og tog 1895 doktorgrad med afhandlingen: Undersøgelser over Instrumentkonstanter ved Københavns Universitets astronomiske Observatoriums Maaleapparat for fotografiske Plader (1895). Fra 1899 er Burrau matematisk direktør for forsikringsselskabet »Tryg« i København. Han var sekretær for den danske Aktuarforening fra dens Stiftelse i 1901 og er fra 1911 dens viceformand. 1906-12 docerede Burrau beregningsmatematik ved universitetet. Han er medarbejder for Norden i »Astronomischer Jahresbericht« siden 1899. Burrau har fortsat sine Studier af 3 Legemers Problemet og bl.a. publiceret: »Über einige in Aussicht genommene Berechnungen betreffend einen Specialfall des Dreikörper-Problems« (1906) og »Numerische Berechnung eines Specialfalles des
Dreikörper-Problems« (1913) (Publikation Nr 13 fra Københavns Observatorium (se Strömgren). Som Forsikringsmatematiker har han behandlet aktuelle Spørgsmaal i Fagtidsskrifter. Af andre Publikationer nævnes: »Tafeln der Funktionen Cosinus und Sinus« (1907).